# Anthaxia viridifrons
Anthaxia viridifrons är en skalbaggsart som beskrevs av Hippolyte Louis Gory 1841. Anthaxia viridifrons ingår i släktet Anthaxia och familjen praktbaggar. Inga underarter finns listade i Catalogue of Life.